# Ficus spiralis
Ficus spiralis är en mullbärsväxtart som beskrevs av Edred John Henry Corner. Ficus spiralis ingår i släktet fikonsläktet, och familjen mullbärsväxter. Inga underarter finns listade i Catalogue of Life.